# Distretto di Ihhėt
Il distretto di Ihhėt è uno dei quattordici distretti (sum) in cui è suddivisa la provincia del Dornogov', in Mongolia. Conta una popolazione di 2.176 abitanti (censimento 2009). 